# Mis Chicas
Mis Chicas va ser una revista d'historietes publicada des de Sant Sebastià entre 1941 i 1950 per Consuelo Gil. Va comptar amb 407 números, sent la primera revista femenina de la postguerra espanyola i durant molts anys l'única.

## Característiques
Com indica el seu propi títol, Mis Chicas (Les meves noies) estava dirigida a «nenes majors de set anys», encara que la seva mitjana d'edat era sensiblement superior (tenia fins i tot lectores de vint anys) i també pretenia captar els seus germans.
Inicialment, tenia una mida petita i allargada de 13 x 21 cm, atès que es realitzava amb el sobrant de paper de Chicos (Nois). El 1942, Consuelo Gil va poder augmentar-lo a 24 x 18 cm., gràcies a la concessió per part de les autoritats d'una quota més gran de paper.
Mis Chicas incloïa seccions variades: cinema, literatura, moral, Carta de la Tia Catalina (dedicada al contacte amb les lectores), a més de novel·les de Marisa Villardefrancos i historietes. Ideològicament, les seccions didàctiques fugien de qualsevol al·lusió política, centrant-se en la pedagogia dels valors femenins tradicionals: bellesa, caritat, cuina, maternitat, etc. Entre les seves historietes destacaven:
| Aparició          | Número                         | Títol                                          | Autor                           | Procèdencia       |
| ----------------- | ------------------------------ | ---------------------------------------------- | ------------------------------- | ----------------- |
|                   |                                | Anita Diminuta                                 | Jesús Blasco                    |                   |
|                   |                                | Las Andanzas de Tomasita                       | Carmen Sert                     |                   |
| 1942              |                                | Pituca y su Granja                             | José Alcaide Irland             | Nova              |
| 1943              |                                | La venganza de Zumbín                          | Manuel Jiménez Arnalot          | Nova              |
| 1943              |                                | Cocolín y Jamoncito                            | José Alcaide Irland             | Chicos            |
| 1943              |                                | Historieta de Marina, la hormiguita chiquitina | Ángel Puigmiquel                |                   |
| 1944              |                                | Din, el duendecillo del bosque                 | José Alcaide Irland             |                   |
| 1945              |                                | Marga, Rafi y el viejo minero                  | José Alcaide Irland             | Flechas y Pelayos |
|                   |                                | Aventuras del gato Morronguito                 | Alejandro Blasco                |                   |
|                   |                                | Pikis                                          | Alejandro Blasco                |                   |
|                   |                                | Chispita                                       | Alejandro Blasco                |                   |
|                   |                                | El Castillo de Oro                             | José María Canellas/Pili Blasco |                   |
| 1947              |                                | Las aventuras de Antoñita la Fantástica        | Borita Casas                    |                   |
| 12/1948 a 12/1949 | Almanacs 1948 i 1949, núm. 536 | Jim Erizo                                      | Gabriel Arnao Crespo            |                   |
| 1949              |                                | La Miss y Marga                                | José Alcaide Irland             |                   |
| 1949              |                                | Mariquita Cataclismo                           | Darío Rafael Gordillo Catalina  |                   |
| 1949              |                                | Los problemas de Kitín                         | Darío Rafael Gordillo Catalina  | Chicos            |

També es poden citar altres autors com Julián Nadal, Gordillo, etc.

## Trajectòria editorial
El primer número de Mis Chicas va aparèixer el 2 d'abril de 1942, però no va estabilitzar el seu format fins a 1944.
No va ser fins a 1948 que va començar a comptar amb competència, quan va aparèixer Volad. Dos anys després, Consuelo Gil la va substituir per Chicas, dirigida ja expressament a lectores més grans.

## Importància i valoració
Mis Chicas, per la seva condició de pionera, va ser el punt de partida de tots els còmics dedicats posteriorment al públic femení.
Terenci Moix va lloar el 1968 la qualitat de Mis Chicas, però no així els seus valors didàctics, considerant-la pròpia de nenes menors de sis anys i criticant-la pel seu irracionalisme fantàstic, que perpetuava a més l'apartheid educacional entre els dos sexes.